# Bataille de Cerro del Borrego
Batailles
- Fortín
- Las Cumbres
- 1er Puebla
- Barranca Seca
- Cerro del Borrego
- Tampico
- 2e Puebla
- Atlixco
- San Pablo del Monte
- San Lorenzo
- Totoapan
- Morelia
- Campeche
- Veranos
- Tacámbaro
- La Loma
- Parral
- Chihuahua
- Álamos
- Ixmiquilpan
- Bagdad
- Camargo
- Miahuatlán
- Carbonera
- Guayabo
- Villa de Álvarez
- San Jacinto
- Querétaro

La bataille de Cerro del Borrego ou combat du Cerro Borrego, est un affrontement de l'expédition du Mexique qui a lieu non loin d’Orizaba le 14 juin 1862.
Ce combat qui est, avec celui de Camerone, un des plus célèbres combats de l’expédition du Mexique, voit une compagnie de seulement 150 hommes du 99e de ligne, sous le commandement du capitaine Paul Alexandre Détrie, mettre en déroute plus de 2 000 Mexicains de l’armée du général Jesús González Ortega (es) dont la retraite met fin à la campagne de 1862 et aux opérations contre la division du général Charles de Lorencez retranchée dans la ville d'Orizaba. Cette célèbre bataille, qui donne une rue à Paris, est déterminante pour le moral des troupes françaises durement éprouvées après la défaite de Puebla.

## Déroulement
Après sa défaite devant Puebla du 5 mai, le corps expéditionnaire du général Charles de Lorencez bat en retraite jusqu’à Orizaba où il se retranche à partir du 19 mai 1862. Le colonel Letellier-Valazé, chef d'état-major du corps expéditionnaire, néglige de faire occuper et fortifier le Cerro del Borrego, une hauteur qui domine la ville. Le général mexicain Ortega s’en empare le 13 juin sans rendre compte au général Ignacio Zaragoza, vainqueur de Puebla, avec lequel il doit opérer sa jonction. Peu après, les Mexicains y installent une garnison et entreprennent d’y mettre plusieurs pièces en batterie afin de bombarder Orizaba.
Averti par une femme locale, le colonel L'Hériller, chef de corps du 99e de ligne, envoie le capitaine Paul Alexandre Détrie et une compagnie du 99e de ligne effectuer une marche de nuit sur le Cerro del Borego afin de surprendre et de déloger les Mexicains. À minuit, le capitaine Détrie et ses hommes commencent leur ascension. Profitant de l’obscurité, ils approchent des positions mexicaines sans se faire repérer.
Lorsque les Français parviennent au premier ressaut, ils sont accueillis par un feu de mousqueterie nourri mais imprécis en raison de l’obscurité. le capitaine Paul Alexandre Détrie donne l’ordre de charger les Mexicains à la baïonnette. Les Français prennent rapidement l’avantage dans le combat qui s’ensuit et contraignent les Mexicains à battre en retraite. Pendant le court répit qui s’ensuit, la dernière section de Détrie rejoint le reste de la compagnie. Les Français passent aussitôt à l’offensive et font refluer une contre-attaque mexicaine. Ils s’emparent de trois canons qu’ils jettent dans le vide. Conscient de l’énorme supériorité numérique des Mexicains, Détrie décide alors de rester sur la défensive en attendant des renforts.
À deux heures, le colonel L'Hérillier, alerté par le bruit de la fusillade, envoie la compagnie du capitaine Leclerc assister Détrie. À trois heures et demie, Leclerc et ses hommes rejoignent la compagnie de Détrie. À quatre heures, les Français reprennent l’offensive et repoussent les tentatives de débordement des Mexicains. Les troupes d’Ortega, croyant avoir affaire au gros de l’armée française, paniquent et sont mises en déroute. Dans la confusion, des soldats mexicains tombent dans le vide ou sont victimes de tirs amis. Un drapeau, trois fanions et trois obusiers sont pris à l’ennemi qui compte 250 morts ou blessés et 200 prisonniers. Les Français ont perdu 6 tués et 28 blessés dont le capitaine Détrie.

## Conséquences

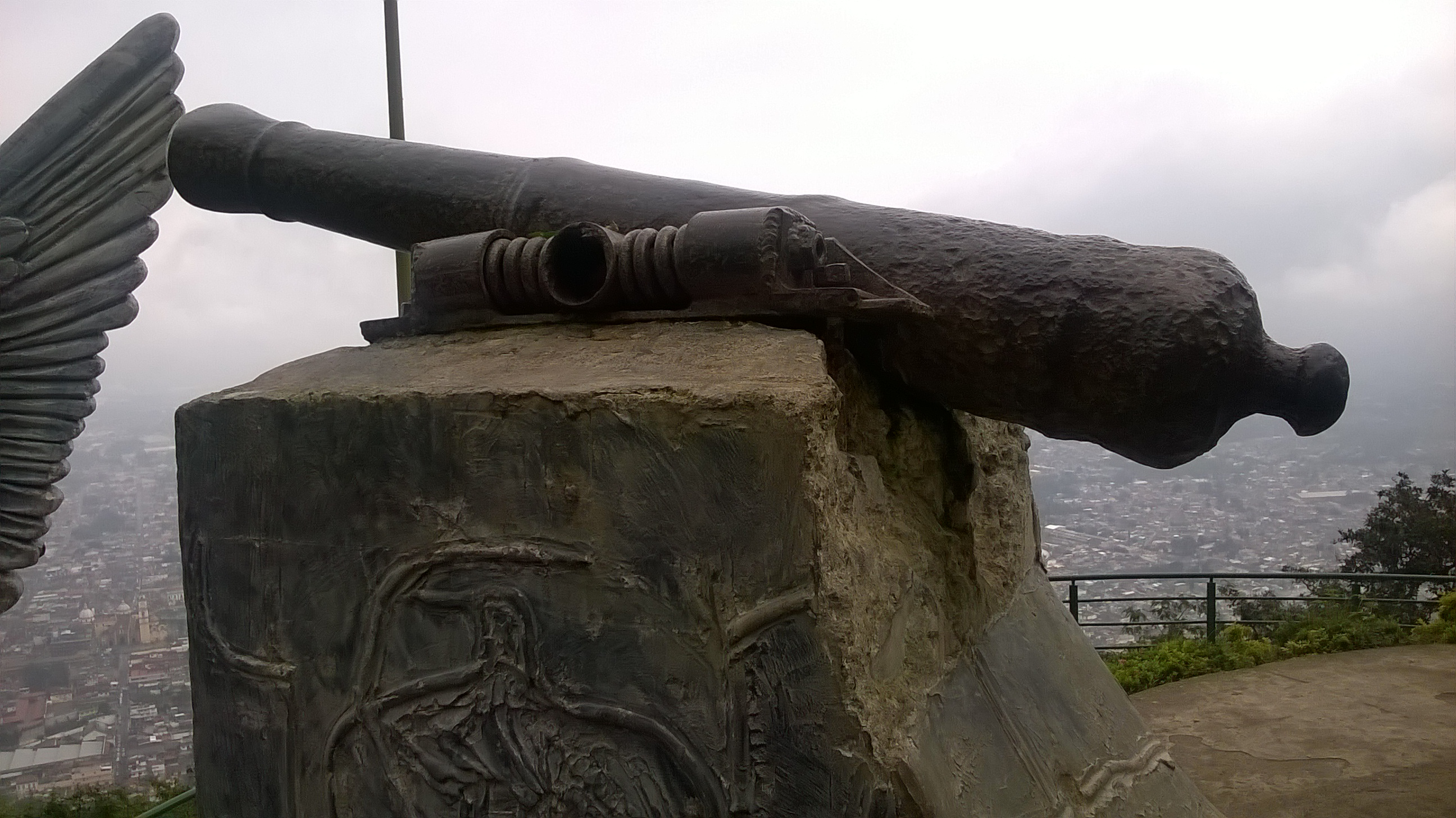
Canon utilisé lors de la bataille de Cerro del Borrego.

Plus tard dans la journée, les Mexicains déclenchent une vive canonnade contre Orizaba. Mais la riposte française les oblige à se retirer. Le général Zaragoza abandonne le siège d’Orizaba et se retire vers Tehuacan. Sa retraite met fin à la campagne de 1862 et aux opérations contre la division Lorencez, retranchée dans Orizaba.
Associé à la victoire de la Barranca Seca du 18 mai 1862, le succès du Borego permet de remonter le moral des troupes françaises après la défaite de Puebla. Les Mexicains, quant à eux, renoncent à affronter les Français en bataille rangée.
Le 9 juillet 1862, le général Edmond Le Bœuf, aide de camp de l'empereur Napoléon III, écrit au colonel Charles Letellier-Valazé, chef d'état-major du corps expéditionnaire :
"Le long intervalle qui s'était écoulé entre la publication du rapport mexicain et l'arrivée du rapport français avait vivement préoccupé l'opinion publique, et les bruits les plus sinistres étaient mis en circulation. Enfin, les dépêches du général Lorencez sont venues dissiper les nuages et montrent une fois de plus tout ce qu'il y a d'héroïsme chez le soldat français. [...]. La belle affaire du 99ème l'a prouvé surabondamment et a noblement clos la première période de la campagne. Les esprits sont entièrement rassurés..."
Cette bataille a un retentissement considérable au Second Empire. Rappelé en France pour être reçu par l’empereur Napoléon III au palais des Tuileries, le capitaine Détrie est promu au grade supérieur et jouit d'une grande célébrité. Après avoir combattu en Afrique (expédition de l’Oued Guir en Algérie et dans le sud Oranais), il termine une brillante carrière avec le grade de général de division, Grand officier et membre du conseil de l'Ordre de la Légion d'honneur. Lors de sa mort en 1899, d’importantes funérailles sont organisées en son honneur dans l’église du Val-de-Grâce, l’éloge funèbre ayant été prononcée par le duc d’Auerstaedt.
Une rue du 20e arrondissement de Paris porte le nom de rue du Borrégo et une avenue du 7e arrondissement porte le nom de Paul Alexandre Détrie.
Une rue de son village natal de Faverney porte également son nom.